# Caroline Gennez
Caroline Gennez (ur. 21 sierpnia 1975 w Sint-Truiden) – belgijska i flamandzka polityk, od 2007 do 2011 przewodnicząca Partii Socjalistycznej, minister w rządzie federalnym i regionalnym.

## Życiorys
Do czternastego roku życia uprawiała tenis, zrezygnowała na skutek kontuzji. Ukończyła politologię oraz socjologię, uzyskała magisterium na Katholieke Universiteit Leuven. Wstąpiła do organizacji młodzieżowej flamandzkich socjalistów, której przewodniczyła w latach 1998–2003.
Pracowała jako doradca ministra Johana Vande Lanotte, była radną Sint-Truiden (2001–2003). W latach 2003–2004 zasiadała w federalnym Senacie. W 2005 pełniła obowiązki przewodniczącej swojego ugrupowania. W 2004 i 2009 była wybierana w skład Parlamentu Flamandzkiego. W 2007 objęła funkcję radnej Mechelen, weszła w skład miejskiej egzekutywy, odpowiadając w niej za sprawy edukacji, młodzieży i zatrudnienia.
W 2007, po słabym wyniku wyborczym Partii Socjalistycznej, została przewodniczącą tej formacji, zastępując na tym stanowisku Johana Vande Lanotte. Ugrupowaniem tym kierowała do 2011. W przedterminowych wyborach w 2010 została wybrana do Izby Reprezentantów. W 2014 powróciła do Parlamentu Flamandzkiego (reelekcja w 2019 i 2024).
W grudniu 2022 dołączyła do federalnego rządu Alexandra De Croo, obejmując w nim funkcje ministra współpracy rozwojowej. We wrześniu 2024 weszła natomiast w skład rządu Regionu Flamandzkiego jako minister do spraw zabezpieczenia społecznego, kultury i równych szans. W konsekwencji odeszła z gabinetu federalnego.